# 1887 en musique classique
| \| • Retour à la chronologie générale de la musique classique • \| |
| Grèce • Rome • Haut Moyen Âge • VIIIe siècle • IXe siècle • Xe siècle • XIe siècle XIIe siècle • XIIIe siècle • XIVe siècle • XVe siècle • XVIe siècle • XVIIe siècle XVIIIe siècle • XIXe siècle • XXe siècle • XXIe siècle |
| • Retour à la chronologie générale de la musique classique • |

| Années en musique classique : 1884 - 1885 - 1886 - 1887 - 1888 - 1889 - 1890    |
| Décennies en musique classique : 1850 - 1860 - 1870 - 1880 - 1890 - 1900 - 1910 |

## Événements

### Créations
- 6 janvier : 

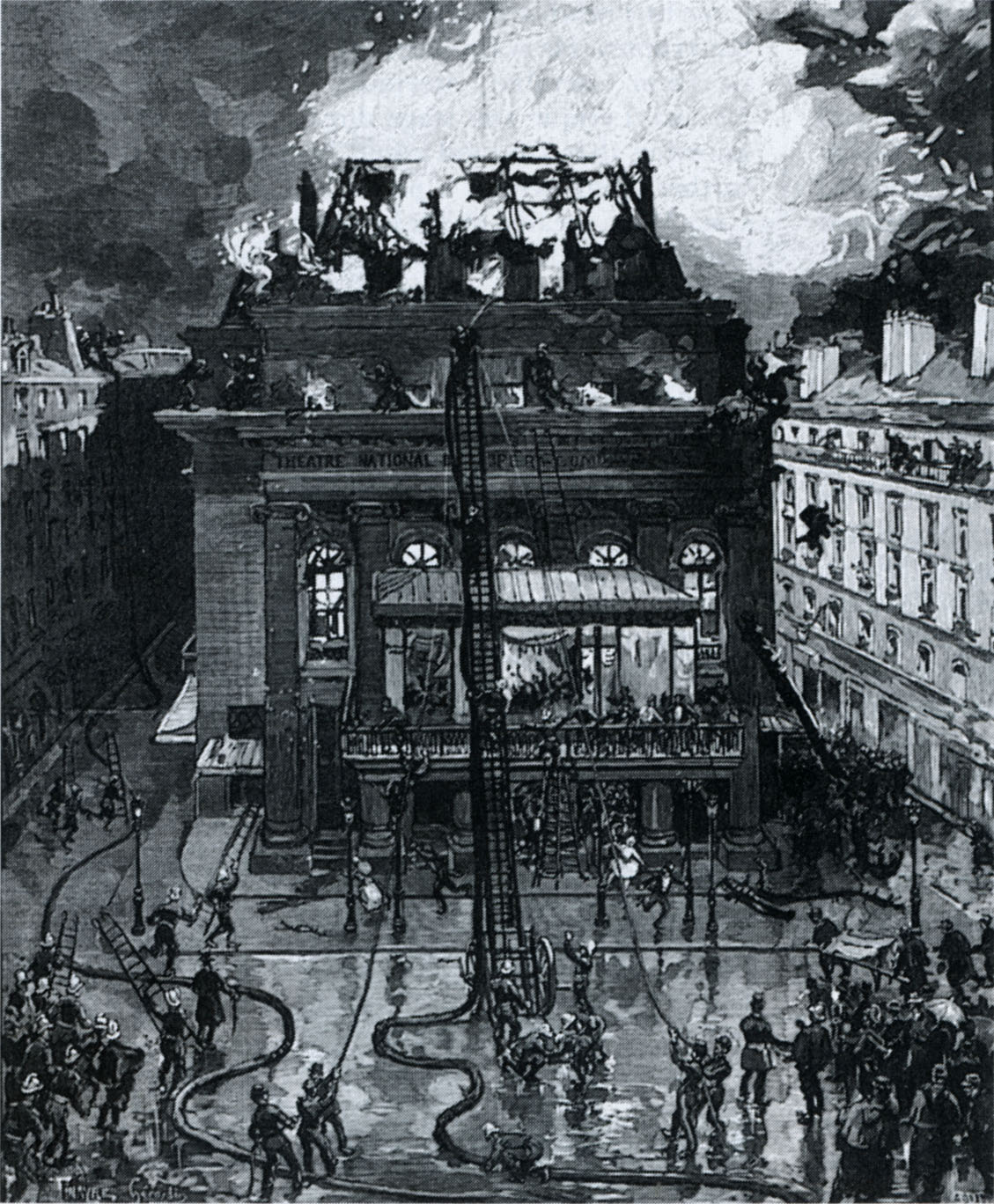
Incendie de la Salle Favart.

  - les Danses slaves op.72 d'Antonín Dvořák, créées à Prague.
  - le Quintette pour piano no 2 d'Antonín Dvořák, créé à Prague.
- 14 janvier : le Terzetto pour deux violons et alto est composé par Antonín Dvořák.
- 22 janvier : le Quatuor pour piano et cordes no 2 de Gabriel Fauré, créé à la Société nationale de musique à Paris.
- 5 février : Otello, opéra de (Giuseppe Verdi), créé à Milan.
- 2 mars : Aus Italien, op. 16, fantaisie symphonique de Richard Strauss, créé à Munich.
- 14 mars : Proserpine de Camille Saint-Saëns, créé à Paris.
- 20 mars : la Symphonie sur un chant montagnard français de Vincent d'Indy, créée à Paris aux Concerts Lamoureux.
- 17 mai :  la Symphonie no 3 « Irish » de Charles Villiers Stanford, créée à Londres.
- 18 mai : Le Roi malgré lui, opéra d'Emmanuel Chabrier, créé à Paris sous la direction de Jules Danbé.
- 6 octobre : Surcouf, opéra-comique de Robert Planquette, créé au théâtre des Folies-Dramatiques.
- 18 octobre : le Double concerto pour violon et violoncelle de Brahms, créé à Cologne avec l'Orchestre du Gürzenich dirigé par le compositeur, Joseph Joachim et Robert Hausmann.
- 31 octobre : le Capriccio espagnol de Nikolaï Rimski-Korsakov, créé à Saint-Pétersbourg.
- 1er novembre : L'Enchanteresse, opéra de Tchaïkovski, créé au Théâtre Mariinsky de Saint-Pétersbourg.
- 19 novembre : Merlin, opéra de Károly Goldmark, créé à Vienne.
- 10 décembre : 
  - la sonate pour violon et piano no 3 d'Edvard Grieg, créée à Leipzig par Adolph Brodsky et le compositeur au piano.
  - La bruja, zarzuela de Ruperto Chapí, créée au Teatro de la Zarzuela de Madrid.

Date indéterminée
- Requiem de Asger Hamerik.
- Havanaise de Camille Saint-Saëns.
- Sonate en mi bémol majeur pour violon et piano, op. 18 de Richard Strauss
- Première de la Sérénade italienne d'Hugo Wolf.

### Autres
- 25 mai : Un incendie lors de la 745e représentation de Mignon détruit largement la seconde Salle Favart, siège de l'Opéra-Comique à Paris; 84 personnes perdent la vie.
- Création du London College of Music.
- Fondation du Dortmunder Philharmoniker.

## Naissances

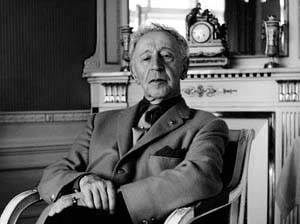
Arthur Rubinstein

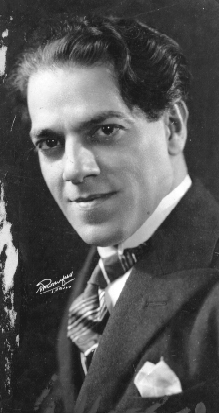
Heitor Villa-Lobos

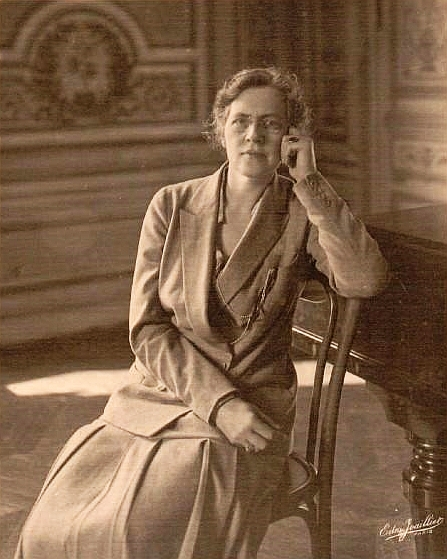
Nadia Boulanger

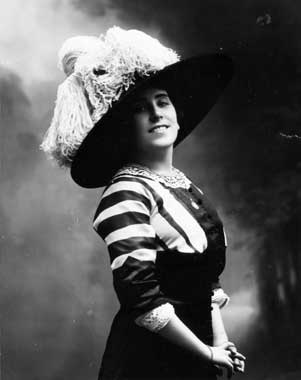
Lucrezia Bori

- 18 janvier : W. Franke Harling, compositeur, organiste, pianiste et chef d'orchestre américain († 22 novembre 1958).
- 22 janvier : Jaime de Angulo, linguiste, romancier et ethnomusicologue américain († 1950).
- 28 janvier : Arthur Rubinstein, pianiste polonais († 20 décembre 1982).
- 3 février : Emilia Gubitosi, compositrice, pianiste et pédagogue italienne († 17 janvier 1972 (à 84 ans)).
- 11 février : Louis Persinger, violoniste, pianiste et pédagogue américain († 31 décembre 1966).
- 17 février :
  - Willy Bardas, pianiste et professeur de musique autrichien († 29 septembre 1924).
  - Leevi Madetoja, compositeur finlandais († 6 octobre 1947).
- 20 février : Evelyn Faltis, compositrice bohême († 13 mai 1937).
- 23 février : Oskar Lindberg, compositeur suédois († 10 avril 1955).
- 4 mars : Josef Bartoš, musicographe tchèque († 27 octobre 1952).
- 5 mars : Heitor Villa-Lobos, compositeur brésilien († 17 novembre 1959).
- 6 mars : Henri Gagnon, compositeur, organiste, pianiste et professeur de musique québécois († 17 mai 1961).
- 7 mars : Heino Eller, compositeur et pédagogue estonien († 16 juin 1970).
- 23 mars : Anthony van Hoboken, musicologue néerlandais († 1er novembre 1983).
- 25 mars : Nicolae Bretan, compositeur, baryton et chef d'orchestre roumain († 1er décembre 1968).
- 27 mars : Émile de Ribaupierre, violoniste, chef d'orchestre et compositeur vaudois († 29 décembre 1973).
- 10 avril : Heinz Tiessen, compositeur, chef d'orchestre et pédagogue allemand († 29 novembre 1971).
- 2 mai : Michael Bohnen, chanteur d'opéra et acteur allemand († 26 avril 1965).
- 3 mai : Allard de Ridder, violoniste, compositeur et chef d'orchestre canadien d'origine néerlandaise († 13 mai 1966).
- 10 mai : August Pepöck, chef d'orchestre  et compositeur autrichien († 5 septembre 1967).
- 11 mai : Paul Wittgenstein, pianiste autrichien († 3 mars 1961).
- 12 mai : Nándor Zsolt, violoniste, chef d'orchestre, compositeur et professeur de violon († 24 juin 1936).
- 30 mai : Gino Tagliapietra, pianiste et compositeur italien († 8 août 1954).
- 31 mai : José María Usandizaga, compositeur espagnol († 5 octobre 1915).
- 10 juin : Gustave Dhérin, bassoniste et pédagogue français († 13 janvier 1964).
- 19 juin : Oszkár Kálmán, basse hongroise († 17 septembre 1971).
- 25 juin : Arnold Trowell, violoncelliste et compositeur néo-zélandais († 1966).
- 2 juillet : Marcel Tabuteau, hautboïste français considéré comme le fondateur de l'école américaine du hautbois († 4 janvier 1966).
- 7 juillet : Charlotte Sohy, compositrice française († 19 décembre 1955).
- 19 juillet : Walter Rummel, pianiste allemand († 2 mai 1953).
- 29 juillet : Rudi Stephan, compositeur allemand († 29 septembre 1915).
- 25 août : Fartein Valen, compositeur et musicologue norvégien († 14 décembre 1952).
- 12 septembre : George Georgescu, chef d'orchestre roumain († 1er septembre 1964).
- 14 septembre : Paul Kochanski, compositeur et violoniste polonais († 12 janvier 1934).
- 16 septembre : Nadia Boulanger, pianiste, organiste, chef d'orchestre et pédagogue française († 22 octobre 1979).
- 6 octobre : Maria Jeritza, cantatrice austro-tchèque († 10 juillet 1982).
- 14 octobre : Ernest Pingoud, compositeur finlandais († 1er juin 1942).
- 25 octobre : Willem Andriessen, pianiste et compositeur néerlandais († 29 mars 1964).
- 1er novembre : Max Trapp, compositeur et pédagogue allemand († 29 mai 1971).
- 8 novembre : Iouri Chaporine, compositeur et pédagogue soviétique († 9 décembre 1966).
- 23 novembre : Paul de Maleingreau, compositeur et organiste belge († 9 janvier 1956).
- 7 décembre : 
  - Léon Hoogstoël, clarinettiste français († 14 février 1966).
  - Ernst Toch, compositeur, pianiste, théoricien et pédagogue d'origine autrichienne († 1er octobre 1964).
- 10 décembre : Mildred Couper, compositrice et pianiste américaine († 9 août 1974).
- 12 décembre : Kurt Atterberg, compositeur et chef d'orchestre suédois († 15 février 1974).
- 24 décembre : Lucrezia Bori, soprano espagnole († 14 mai 1960).
- 27 décembre : Bernard van Dieren, compositeur et critique musical († 24 avril 1936).
- 28 décembre : Jean-René Quignard, organiste et compositeur français († 6 mai 1978).
- 29 décembre : Kiyoshi Nobutoki, compositeur, violoncelliste et professeur japonais († 1er août 1965).

Date indéterminée

## Décès

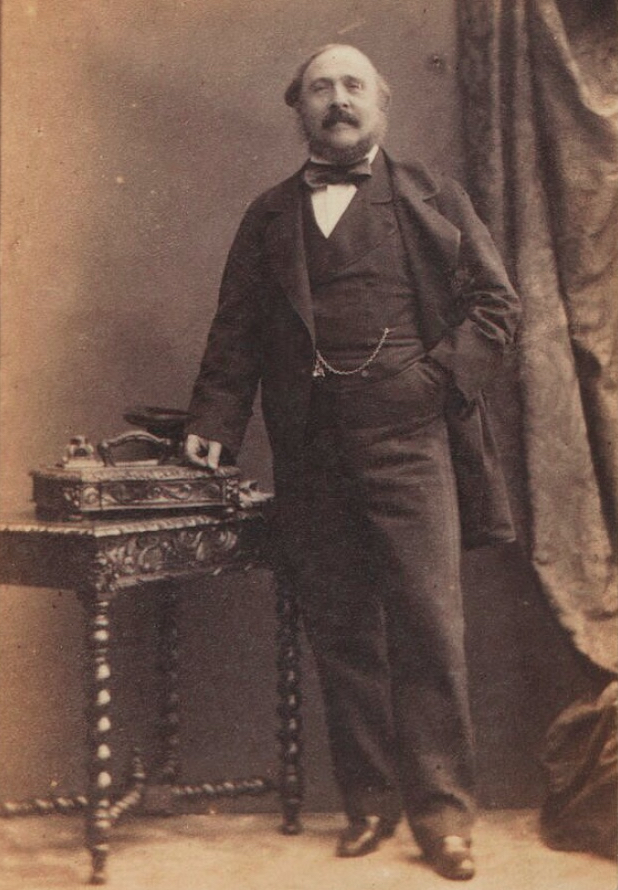
Frederick Lablache

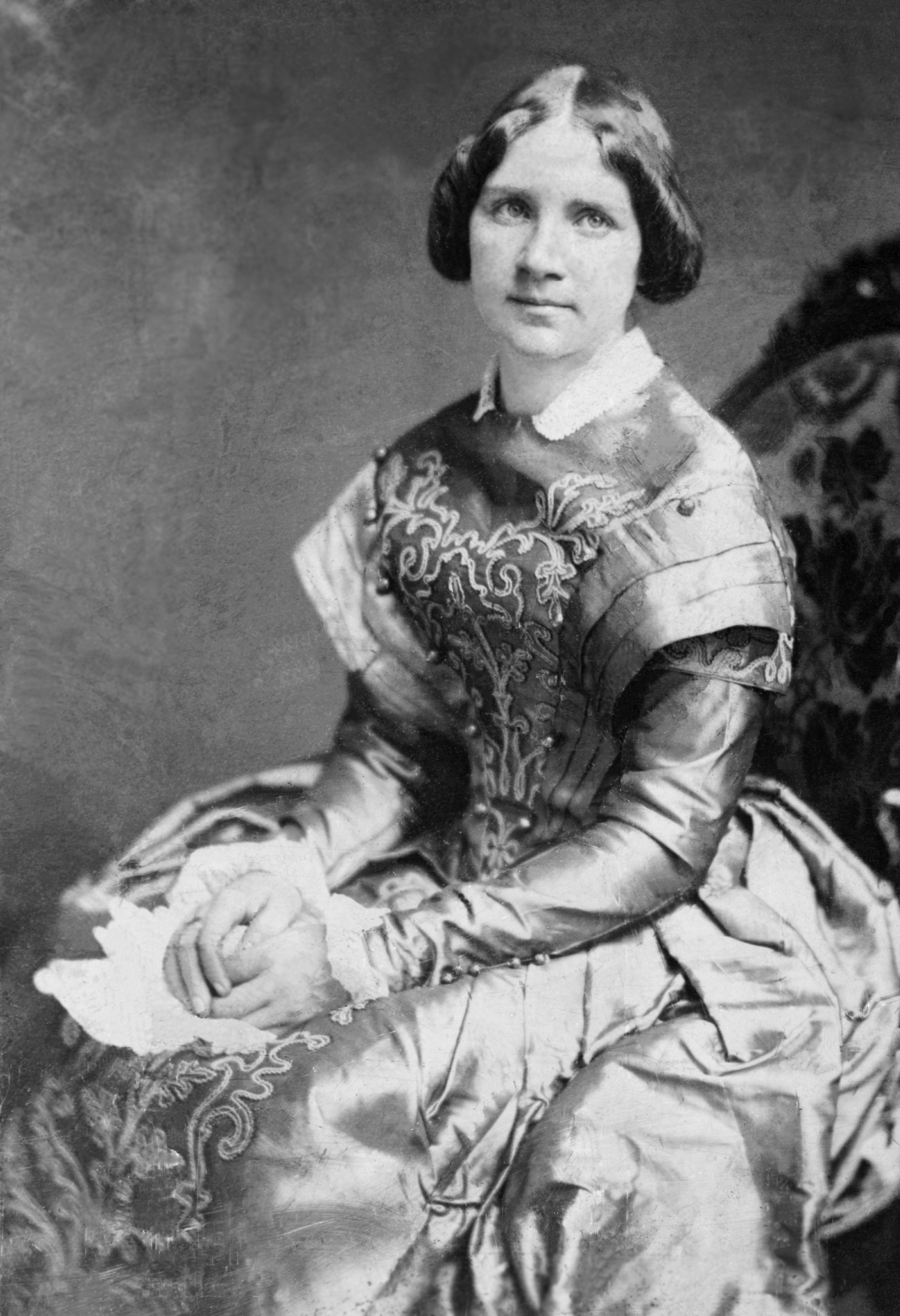
Jenny Lind

- 2 janvier : Edward Collett May, organiste et professeur de musique britannique (° 29 octobre 1806).
- 4 janvier : Sébastien Lee, violoncelliste allemand (° 24 décembre 1805).
- 9 janvier : Marius Audran, chansonnier et ténor français (° 28 septembre 1816).
- 12 janvier : Léopoldine Blahetka, pianiste et compositrice autrichienne (° 15 novembre 1810).
- 15 janvier : Charles Verroust, bassoniste française (° 27 février 1826).
- 30 janvier : Frederick Lablache, chanteur anglais (° 29 août 1815).
- 27 février : Alexandre Borodine, compositeur, chimiste et médecin russe (° 12 novembre 1833).
- 1er mars : Eugène Grangé, dramaturge, chansonnier, goguettier, vaudevilliste et librettiste français (° 16 décembre 1810).
- 24 avril : Charles de Mézeray, baryton, chef d'orchestre et compositeur français (° 25 novembre 1807).
- 3 mai : Sophie Diez, soprano allemande (° 1er septembre 1820).
- 20 mai : Placide-Alexandre-Guillaume Poultier, chanteur dramatique français (° 27 mai 1814).
- 23 mai : Gaetano Fraschini, ténor italien (° 16 février 1816).
- 2 juillet : Julie von Webenau, compositrice allemande (° 16 octobre 1813).
- 4 juillet : Félix Le Couppey, pianiste, compositeur et pédagogue français (° 14 avril 1811).
- 26 juillet : Louise Aglaé Massart, pianiste et pédagogue française (° 10 juin 1827).
- 13 août : Jules Pasdeloup, chef d'orchestre français (° 15 septembre 1819).
- 12 septembre : Horace-Rémy Poussard, violoniste français (° 11 juin 1829).
- 30 septembre : Henri de Ruolz, compositeur français (° 5 mars 1808).
- 7 octobre : George James Webb, chef d'orchestre, éditeur, pédagogue et compositeur anglo-américain (° 24 juin 1803).
- 18 octobre : Matteo Salvi, compositeur et metteur en scène italien (° 24 novembre 1816).
- 20 octobre : Henri Victor Tournaillon, organiste et compositeur français (° 11 mars 1832).
- 30 octobre : Eugène Massol, ténor puis baryton français (° 23 août 1802).
- 2 novembre : Jenny Lind, cantatrice suédoise (° 6 octobre 1820).
- 27 novembre : Marianna Barbieri-Nini, soprano italienne chanteuse d'opéra (° 18 février 1818).